# Higashi no Eden
Східний Едем (яп. 東のエデン, латиніз. Higashi no Eden, англ. Eden of the East) — аніме режисера Каміяма Кендзі, прем'єра якого відбулась на телеканалі Fuji TV 10 квітня 2009 року.
Назва «Eden of the East» — це посилання на класичний роман американського письменника Джона Стейнбека «East of Eden» — На схід від раю (1952).
28 листопада 2009 року випущено повнометражний анімаційний фільм.

## Сюжет
22 листопада 2010 року відбувається терористичний акт — 10 ракет падають на ненаселені регіони Японії. Жертв вдається уникнути, тому теракт незабаром забувається. Пізніше подію 22 листопада стали називати «Безтурботний понеділок».
Події серіалу починаються через три місяці, коли молода дівчина Сакі Морімі їде до Вашингтона з нагоди закінчення коледжу. Сакі потрапляє в неприємну історію прямо перед Білим домом, але несподівано її рятує хлопець, який пізніше представився як Такідзава Акіра. Про цю людину нічого не відомо, більш того: він втратив пам'ять та абсолютно голий. Єдине, що у нього є, це пістолет в одній руці та мобільний телефон в іншій. Мобільний телефоном, на рахунку якого — 8,2 мільярда йен.
На телефон нанесений надпис «Noblesse Oblige» (у перекладі з французької «положення зобов'язує»). Пізніше Сакі та Такідзава повертаються до Японії та дізнаються, що по країні завдано нового ракетного удару.